# Зиемельсусея
Зи́емельсусея (Сусея, Мазсусея, Северная Сусея, Маза Сусея; устар. Суссей, Зуссей, Рубеж; латыш. Ziemeļsusēja, Mazsuseja, Mazā Susēja, Susēja) — река в Латвии, течёт по территории Салской, Абельской, Дигнайской, Калнской, Лейманской и Засской волостей Екабпилсского края. Левый приток Саки, левобережной протоки нижнего течения Западной Двины.
Длина — 52 км (по другим данным — 56 км). Начинается в лесистой болотистой местности к юго-востоку от Засы в Засской волости. Течёт по Акнистской покатости Восточно-Латвийской низменности, в основном параллельно Западной Двине. Устье Зиемельсусеи находится на высоте 75,2 м над уровнем моря, в 2,5 км по левому берегу Саки, около населённого пункта Сала в Салской волости. Уклон — 0,63 м/км, падение — 33 м. Площадь водосборного бассейна — 491 км² (по другим данным — 517 км²). Объём годового стока — 0,12 км³.
Основные притоки:
- левые: Лаундзану-Упите, Ридупите, Заса, Алдауница, Варзгуне, Випите, Подвазе, Пиестиня;
- правые: канавы Бишу и Лиепупурва[9].